# Conus ziczac
Conus ziczac é uma espécie de gastrópode do gênero Conus, pertencente à família Conidae.